# 雷伊斯角站
雷伊斯角站是位於美國加利福尼亞州馬林縣的一個人口普查指定地區。

## 地理
該地的座標為38°04′09″N 122°48′25″W / 38.06917°N 122.80694°W，而該地最高點為海拔高度12米（即39英尺）。

## 人口
根據2010年美國人口普查的數據，該地的面積為9.364平方千米，均為陸地。當地共有人口848人，而人口密度為每平方千米90人。